# 菲律賓橋棘鯛
菲律賓橋棘鯛輻鰭魚綱金眼鯛目燧鯛亞目燧鯛科的其中一種，分布於中西太平洋的菲律賓海域，棲息深度可達320公尺，棲息在中層水域。